# Journal of Studies on Alcohol and Drugs
Journal of Studies on Alcohol and Drugs (JSAD, дословно — «Журнал исследований алкоголя и наркотиков») — многопрофильный рецензируемый научный журнал, публикующий статьи по всем аспектам употребления и злоупотребления алкоголем и другими наркотиками; употребления табака и электронных сигарет; злоупотребления рецептурными препаратами; и поведенческих зависимостей, включая азартные игры. Журнал также публикует исследования терапевтического использования психоактивных веществ (например, псилоцибина, кетамина). Диапазон тем включает, помимо прочего, биологические, медицинские, социальные, эпидемиологические, психиатрические, психологические, юридические, здравоохранительные, социально-экономические, генетические и нейробиологические аспекты употребления психоактивных веществ и поведенческих зависимостей. Журнал был основан в 1940 году как «Ежеквартальный журнал исследований алкоголя» (Quarterly Journal of Studies on Alcohol) и изменил свое название в 1975 году на «Журнал исследований алкоголя» (Journal of Studies on Alcohol), прежде чем получить своё нынешнее название в 2007 году. Журнал выходит раз в два месяца и публикует приложения с нерегулярными интервалами. Journal of Studies on Alcohol and Drugs — некоммерческий журнал, базирующийся в Центре исследований употребления алкоголя и психоактивных веществ Ратгерского университета.

## Импакт-фактор
По данным Journal Citation Reports, импакт-фактор журнала за 2022 год составляет 3,4, что ставит его на 19-е место из 54 журналов в категории «Злоупотребление психоактивными веществами», 18-е место из 38 журналов в категории «Злоупотребление психоактивными веществами» (социальные науки), 12-е место из 21 журнала в категории «Злоупотребление психоактивными веществами» (естественные науки) и 22-е место из 81 журнала в категории «Психология». 

## Главные редакторы
Главным редактором журнала с 1 июля 2023 года является Дженнифер П. Рид. Предыдущими главными редакторами были Говард У. Хаггард (1940–1958), Марк Келлер (1958–1977), Тимоти Коффи (1977–1984), Джек Х. Мендельсон и Нэнси К. Мелло (1984–1991), Джон Карпентер (1991–1994), Марк А. Шукит (Калифорнийский университет в Сан-Диего) (1994–2015) и Томас Ф. Бабор (2015–2023) (Университет Коннектикута).